# Phong Nhị-i és Phong Nhất-i mészárlás

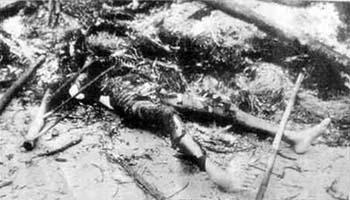
A mészárlás egyik áldozatának elszenesedett maradványa

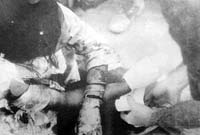
Amerikai katonák az egyik túlélő, egy vietnámi lány sérüléseit látják el

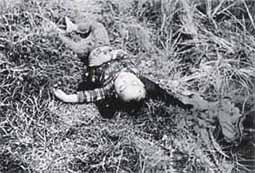
Phong Nhị-ban meggyilkolt vietnámi kisfiú holtteste

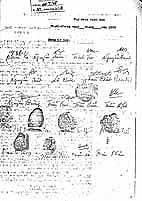
Az áldozatok hozzátartozóinak a dél-vietnámi kormányhoz írt petíciója

A Phong Nhị-i és Phong Nhất-i mészárlás egyike a vietnámi háborúban vietnámi civilek ellen elkövetett atrocitásoknak 1968. február 12-én, melyet közvetlenül, valamivel több mint egy hónappal a Mỹ Lai-i mészárlás előtt hajtottak végre. Az eset amiatt is kiemelendő, mivel a gyilkosságokat nem az Amerikai Hadsereg erői, hanem a háborúban amerikai szövetségesként résztvevő Dél-Korea egységei követték el, akiknek nem ez volt az egyetlen ilyen bűntettük. 1966 végén Bình Hòa mellett is több mint 400 vietnámit öltek meg, sőt ugyanezen év elején egy hónap alatt több mint ezer civillel végeztek Bình An és Tây Vinh környékén.
A tömeggyilkosságra Quảng Nam tartományban, Điện Bàn járásban került sor. Becslések szerint 69 és 79 között lehetett az áldozatok száma.
A dél-koreai katonák közvetlenül a Tết offenzíva után kerültek erre a területre, amely viszont súrlódásokat okozott a dél-vietnámi és az amerikai parancsnokok között a dél-koreai katonák szabályokkal és a szövetségesi kötelezettségekkel összeegyeztethetetlen magatartása, valamint az együttműködésre való minimális hajlandósága miatt. Az incidenseket követően a koreaiakat azonnal kivonták a területről.

## Az események
Dél-Korea eleinte katonai tanácsadókkal támogatta Dél-Vietnámot a háború kezdeti szakaszában, majd az amerikaiakhoz hasonlóan viszonylag jelentős számú haderőt küldött a térségbe, amely részt vett a Vietkong és az észak-vietnámi hadsereg ellen vívott harcokban. Évente átlagosan 48 ezer dél-koreai állomásozott Vietnámban. 1965 és 1973 között pedig összesen 320 ezer koreai katona teljesített szolgálatot a háborúban.
Phong Nhị lakosai jó viszonyt ápoltak az amerikaiakkal, mivel a falu része volt a Combined Action Program (CAP) elnevezésű felkelésellenes programnak, amelynek keretében egy szakasz amerikai tengerészgyalogos rendszeresen állomásozott a faluban és több helyi lakos bevonult a dél-vietnámi hadseregbe.
A mészárlás napján, délelőtt 10:00-kor három nagy létszámú dél-koreai tengerészgyalogos egység elhaladt a CAP Delta 2 faluban állomásozó egysége mellett, amikor bal felől, azaz Phong Nhất irányából tüzet nyitottak rájuk. Ezt a koreaiak viszonozták, de egy órával később aknarobbanás következtében egy koreai katona megsebesült. 10:30-kor a CAP 2 már megpróbált kapcsolatba lépni a dél-koreai katonákkal, sikertelenül. A dél-koreai parancsnokság olyan visszajelzést adott, hogy katonáik nincsenek a térségben. Ezalatt a három koreai gyalogsági egység közül az egyik puska- és aknatűzzel támadta előbb Phong Nhị-t, majd onnan kiindulva már Phong Nhất falut is. A fegyverek hangjai alapján azonosították egyértelműen, hogy a dél-koreai hadsereg katonáiról lehet szó.
13:00 a lövések Phong Nhị-ben hallatszottak csak, ahonnét távolabbról észlelték a felszálló füstöt. Félórával később behoztak két civil sebesültet, egy meglőtt fiút és egy megkéselt nőt. A CAP 2 emberei 14:00-kor ismét sikertelenül próbáltak az amerikai összekötőn át kapcsolatba lépni a dél-koreai főhadiszállással, de onnan továbbra is csak az a hamis tájékoztatás érkezett, hogy nincsenek dél-koreai egységek a nevezett területen. Ekkor az egység aknatűztámogatást kért Phong Nhị területére, ahol a lövöldözés még mindig tartott, de a kérést elutasították.
15:00 körül a CAP 2 egységei evakuálták Phong Nhị-ben levő túlélőket. A két településen három helyen 69 holttestet fedeztek fel. A két másik koreai gyalogsági hadtest egyértelmű helyzetjelentéséből is kitűnt, hogy a mészárlás idején a velük közösen operáló század volt jelen a kérdéses szektorban.

## Nyomozás
A CAP központi vezetése azonnal megkezdte a nyomozást a tömeggyilkosság felderítésére a túlélők és a CAP Delta-2 tagjainak vallomása alapján. Mind a CAP, mind a vietnámi Katonai Segítségnyújtás Parancsnoksága parancsnoksága nyomást gyakorolt a dél-koreai parancsnokra Csea Miung-sin tábornokra, hogy derítse ki mi történt. A jelentés 1968. április 29-én készült el, amely öt másik vietnámi faluban elkövetett vérengzéseket is kivizsgált.
Június 4-én Csea tájékoztatta a parancsnokságot és kijelentette, hogy a dél-koreaiak soha nem tartózkodtak Phong Nhị-ben, tevékenységük Phong Nhất-ra korlátozódott csak. Csea szerint a vérengzés felelőse a Vietkong volt, amely koreai egyenruhákra hasonlító öltözetet és koreai fegyvereket használt fel. Akciójuk célja pedig a háborúban résztvevő Dél-Korea besározása volt. Csea felsorolt egyéb eseteket is, ahol a Vietkongok a koreaiakra emlékeztető öltözéket használtak, melyet a Vietnámi Köztársasági Hadsereg egyik őrmesterének tanúvallomásával igyekezett igazolni.
Beszámolók szerint négy nappal a mészárlás után a koreaiak 30 zsák rizst hagytak a járási székhelyen, amelyről egyesek azt feltételezték, hogy egyfajta „bocsánatkérés” akart lenni részükről az elkövetett gyilkosságokért. Csea viszont ezt tagadta, s szerinte a cselekedett a szokásos humanitárius segítséget jelentett, nem többet.
A titkos Vietkong-jelentések egyértelműen a koreaiakat okolták a két faluban történt vérengzésért.

## Következmények
Az érintett régióban nagyon hamar elterjedt a mészárlás híre, amely jelentősen rontott a helyiek és a külföldi erők kapcsolatán. A kapcsolatok normalizálása érdekében a mészárlásért felelősnek tartott dél-koreaiakat áthelyezték. Ezt viszont nyomban aláásta, hogy majdnem két héttel a történtek után, február 25-én ismételten a dél-koreai hadsereg katonái újabb mészárlást műveltek Hà My-ban, ahol 135 ember halt meg. Még ennél is súlyosabb háborús bűntettre került sor Mỹ Lai-nál, ahol félezer embert gyilkoltak meg amerikai katonák. Az eset 1969-ben az amerikai sajtóban is napvilágot látott, hatalmas felháborodást okozva az Amerikai Egyesült Államok közvéleményében. Egy ideig a vérengzést egyedüli egyszeri esetnek gondolták, mígnem 1971-ben ki nem derült veteránok vallomásából, hogy márt azt megelőzően is több hasonló gyilkosságot követtek el Vietnámban. Ugyanakkor a tömeges gyilkosságok tekintetében Phong Nhị, Phong Nhất, Hà My és Mỹ Lai korántsem az utolsók voltak a sorban az vietnámi háború 1975-ös befejezéséig.
Az amerikai és dél-vietnámi parancsnokok egyöntetűen nagyon rossz véleményen voltak a dél-koreaiakról, mert szerintük nem működnek együtt a szövetségesekkel és nem teljesítik a parancsokat. A saigoni főparancsnokságnak rendszeres jelentéseket tettek a koreaiak kihágásról, amelynek eredményeként a dél-koreai haderőt kivonták a hadszínterekről, bázisok őrzésére vezényelték őket és korlátozták a hadmozdulatokban való részvételüket.
A koreai álláspont ellenére minden jelentés és valamennyi szemtanú arról számolt be, hogy a mészárlás elkövetői nem Vietkongok, hanem egyértelműen koreaiak voltak. 1969-ben az egyik érintett család kártérítési kérelemmel fordult a dél-vietnámi kormányhoz. Csea, aki 2013-ban halt meg, élete végig ragaszkodott azon állításához, hogy katonái nem voltak a területen és a mészárlásért a Vietkong felelős. Utoljára 2000. november 11-én nyilatkozta ezt.
Dél-Korea hivatalosan máig nem ismerte el felelősségét, de az ország médiájában tényként kezelik a mészárlást és koreai kutatók is nyomoztak utána vietnámi archívumokban. Dél-koreai civilszervezetek bocsánatot is kértek a vérengzés miatt a túlélőktől, s a helyszíneken emlékműveket is állítottak.

## Külső hivatkozások
- 미국의 관심은 '학살은폐 책임' 최초공개된 미국 비밀보고서의 의미… 정부는 참전군인의 명예를 위해서 진상조사에 나서라
- 특집 "그날의 주검을 어찌 잊으랴" 베트남전 종전 26돌, 퐁니·퐁넛촌의 참화를 전하는 사진을 들고 현장에 가다